# Fondo Nacional de las Artes
El Fondo Nacional de las Artes (FNA) es un organismo autárquico bajo la órbita de la Secretaría de Cultura del Ministerio de Capital Humano de la Nación, con sede en la ciudad de Buenos Aires, Argentina. Creado bajo Decreto Ley N.º 1.224/58 el 3 de febrero de 1958 con el fin de prestar apoyo económico para fomentar actividades artísticas, literarias y culturales de la República Argentina.
El organismo tiene por ley la potestad de recaudar para cumplir con su finalidad. Su principal fuente de financiamiento es el Dominio Público Pagante, un gravamen que pagan quienes hacen usufructo comercial de las obras caídas en dominio público (una vez vencido el derecho de autor, luego de los 70 años de su fallecimiento en la mayoría de los casos). Este modelo da origen a un ciclo virtuoso que permite que las obras de los artistas de ayer financien a los de hoy.
Los beneficios que otorga el Fondo Nacional de las Artes son fondos concursables (becas, préstamos, premios y subsidios) y están destinados a todas las disciplinas artísticas, tales como: arquitectura, arte visuales, artesanías, danza, diseño, letras, medios audiovisuales, música, teatro y patrimonio.
El organismo cuenta con un amplio patrimonio artístico, una colección propia de obras de artes visuales, artesanías, filmaciones y libros. También una biblioteca y mediateca especializadas y abiertas al público. En su sede cultural,la Casa Victoria Ocampo, se realizan exhibiciones, visitas guiadas y actividades culturales abiertas al público. 
Desde 1963 se entregan los Premios Trayectoria con el fin de reconocer la vida y obra de quienes han realizado un valioso aporte a nuestra cultura. El primer galardonado fue el escritor Jorge Luis Borges, en la categoría Letras. Numerosos artistas han recibido este galardón, entre los que se destacan: Armando Discépolo; Ariel Ramírez; Libero Badii; María Elena Walsh; Raquel Forner; Enrique Cadícamo; Marco Denevi; Tita Merello; Griselda Gambaro; Adolfo Aristarain; Edgardo Cozarinsky; Juan Falú; Josefina Robirosa y Horacio Salgán, por solo mencionar algunos.

## Historia
El Fondo Nacional de las Artes nació en 1958 concebido como un organismo autárquico capaz de promover y prestar ayuda técnica y económica a las actividades culturales y artísticas, inclusive aquellas que sean encaradas con sentido industrial o comercial. Para estimular y financiar, mediante líneas de crédito, becas y subsidios, los proyectos promovidos por la iniciativa privada.
La institución se diferencia de otras similares como el Arts Council of Great Britain o el Canadá Council, pioneras en el financiamiento público de las artes, creadas en 1945 en Gran Bretaña y en 1957 en Canadá respectivamente; ya que fue creado como un organismo autónomo con la tarea de administrar, recaudar y distribuir los fondos del fomento a las artes dispuesto en las leyes, especialmente los ingresos que provienen del dominio público pagante establecido por la Ley 11723.
El campo de competencia del Fondo son: las artes plásticas, las artes aplicadas, el diseño, la arquitectura y urbanismo, el teatro, la danza, la música, las letras y la industria editorial, las artesanías, la cinematografía, la fotografía, la radiofonía, la televisión, los centros culturales y el mundo del mercado del arte.
El propósito del Fondo es contribuir a una mejor calidad de los bienes culturales argentinos, promover la creatividad, fomentar nueva fuentes de empleo cultural y la mejor utilización de la retribución del talento, estimular la excelencia dentro de un marco donde se respete la dignidad del trabajo creativo y se reconozca su valor social.
La estructura de organización y el funcionamiento de la Institución es autónoma. Los miembros que integren su Directorio son responsables ante la ley en el ejercicio de sus funciones en garantía de su independencia frente al poder político.
El proyecto de ley ómnibus presentado por el gobierno de Javier Milei a principios de 2024 incluía el cierre del Fondo Nacional de las Artes. La versión aprobada por la Cámara de Diputados en junio no lo cierra, aunque el presidente podría hacerlo a través de las facultades delegadas que recibiría a través del artículo 1 de dicha ley. Un proyecto alternativo sugiere la incorporación de capital privado al Fondo Nacional de las Artes.

## Directorio

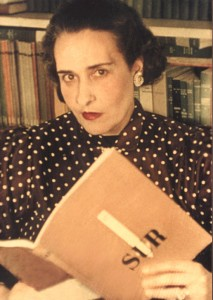
Victoria Ocampo.

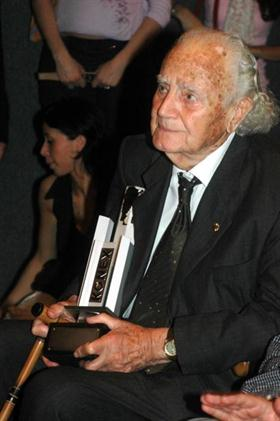
Félix Coluccio

Según el Artículo 8.º del Decreto-Ley 1224/58, la Administración del Fondo estará a cargo de un Directorio que se compondrá de un Presidente y catorce vocales; doce de ellos serán designados por el Poder Ejecutivo entre personas de probada actuación en las diversas actividades artísticas a las que el Fondo presta apoyo económica. Durarán cuatro (4) años en sus funciones, renovándose por mitades cada dos (2) años. Deberán ser argentinos. Los dos restantes serán el director general de Cultura del Ministerio de Cultura y Educación y un representante del Banco Central de la República. El primero actuará en representación de los organismos oficiales de cultura del país.
Según el Artículo 9.º del Decreto-Ley 1224/58, el presidente deberá ser persona de reconocida experiencia bancaria y financiera y lo designará el Poder Ejecutivo por un período de cuatro años.
La escritora Victoria Ocampo fue parte del directorio de la institución hasta 1973 cuando anunció su renuncia. Su vivienda de Capital Federal, diseñada por Alejandro Bustillo, es actualmente sede del FNA.
El primer presidente del FNA fue Juan C. Pinasco, nombrado por el dictador Pedro Eugenio Aramburu en 1958 y que continuó ejerciendo el cargo hasta 1973, año en que presentó la renuncia al cargo. El profesor Félix Coluccio fue designado director de la institución en 1973 hasta 1974 (primer mandato) y luego en 1984 hasta 1991.
También para destacar fue la dirección de Augusto Raúl Cortazar entre 1953 y 1974, como presidente de la Comisión de Expresiones Folklóricas, y coordinador y asesor del Relevamiento Cinematográfico de Expresiones FolkIóricas, apoyó el financiamiento de becas a artistas, investigadores y productores culturales, impulsando la filmación de veintitrés películas, entre ellas gran parte de la filmografía de etnobiografías de Jorge Preloran.
El abogado Edwin R. Harvey fue designado presidente de la institución desde 1983 hasta 1989.
Virgilio Ignacio Tedin Uriburu, fue designado por la Secretaría de Cultura de la Presidencia de la Nación, presidente del instituto desde 29 de julio de 2013 hasta 2016.
Carolina Biquard y Mariano Roca fueron presidentes del organismo entre 2016 y 2020. Actualmente está presidido por Diana Saiegh.
Se han creado instituciones y mecanismos similares al modelo de esta entidad en otras regiones del mundo, incluyendo el Fondo Internacional para la Promoción de la Cultura de la Unesco en 1974. Por su enorme aporte a la cultura de la Argentina, la Fundación Konex le otorgó la Mención Especial en 1988. Se han creado instituciones parecidas inspiradas en el Fondo Nacional de las Artes en distintos países del mundo.
Posee una videoteca con material de diversa temática para su préstamo, a disposición de las instituciones culturales.

## Beneficios

### Becas[15]
Las becas son otorgadas a todos los artistas del país para fomentar y apoyar el desarrollo del arte argentino. Las becas están contenidas dentro de dos áreas: creación y formación. Las convocatorias además contemplan a todos los proyectos artísticos que consideren al arte como motor de transformación.

### Subsidios
Para potenciar la concreción de proyectos artísticos y actividades culturales, otorgan subsidios a organizaciones culturales sin fines de lucro de todo el país.
Pueden solicitarlos asociaciones civiles, asociaciones de amigos, fundaciones, bibliotecas populares, cooperativas de trabajo, cooperativas de teatro y danza, centros culturales, cooperadoras, sindicatos y entidades sin fines de lucro con personería jurídica.
Hay dos líneas: Proyectos Culturales y Mejora de espacios.

### Concursos
Los concursos son creados para el impulso y la promoción de la producción artística y cultural. Para todos los artistas del país que se encuentren dentro de las siguientes disciplinas: música, literatura, artes visuales, danza, teatro, diseño, artesanías, arquitectura y medios audiovisuales.

### Préstamos
Los préstamos son destinados para crear, producir e invertir en el desarrollo de la actividad creativa. Están destinados a artistas de las diferentes disciplinas artísticas, asociaciones, productoras y organizaciones. Pueden gestionarse los préstamos del tipo: microcrédito, personales e hipotecarios.